# António Morato (football, 1937)
Pour les articles homonymes, voir António Morato.
António Morato, de son nom complet António Henriques Morato est un footballeur portugais né le 20 mars 1937 à Lisbonne et mort le 19 juin 2025. Il occupe le poste de défenseur central.

## Carrière

### En club
Formé au Sporting Portugal, António Morato découvre la première division portugaise lors de la saison 1958-1959,,.
Avec les Lions, il est sacré Champion du Portugal en 1962.
Il est transféré en 1963 au Vitória Setúbal,.
Il ne reste qu'une saison avec Setúbal avant de revenir jouer pour le Sporting pour la saison 1964-1965,.
Après des passages au Lusitano de Évora, au FC Barreirense et Oriental Lisbonne, il raccroche les crampons en 1968,.
Il dispute un total de 115 matchs pour un but marqué en première division portugaise. Au sein des compétitions européennes, il dispute 2 matchs en Coupe des clubs champions pour aucun but marqué.

### En équipe nationale
International portugais, il reçoit une unique sélection en équipe du Portugal le 8 octobre 1961 dans le cadre des qualifications pour la Coupe du monde 1962 contre la Bulgarie (défaite 2-4 à Luxembourg).

## Palmarès
Sporting
- Championnat du Portugal (2) :
  - Champion : 1961-62.

## Vie privée
Son fils, nommé aussi António Morato, est footballeur international portugais.